# 谢尔盖·博尔津科
谢尔盖·亚历山德罗维奇·博尔津科（俄语：Серге́й Алекса́ндрович Борзе́нко，1909年6月19日（7月2日）—1972年2月19日），是苏联的战线记者，苏德战争时期在区前线从事纪实报道工作。